# Hiệp định Thương mại Việt-Mỹ
Hiệp định thương mại Việt-Mỹ là một hiệp định quan trọng được ký kết giữa Việt Nam và Hoa Kỳ trong năm 2000.

## Tổng quát
Hiệp định được đàm phán ròng rã 5 năm bởi trưởng đoàn đàm phán Việt Nam Nguyễn Đình Lương; Nội dung Hiệp định gồm có 4 phần chính

### Thương mại hàng hóa
Gồm có 9 điều khoản con:
- Điều 1 nói về quy chế tối huệ quốc sẽ được áp dụng vô điều kiện và ngay lập tức với các thuế liên quan đến các hoạt động xuất nhập khẩu.
- Điều 2 nói về cách đối xử cấp quốc gia về các cơ hội cạnh tranh bằng nhau cho sản phẩm của hai nước.
- Điều 3 đưa ra các nghĩa vụ thương mại để bảo đảm cân bằng thương mại giữa hai nước.
- Điều 4 khuyến khích việc quảng bá sản phẩm thương mại thông qua các triển lãm và hội chợ thương mại.
- Điều 5 cho phép các văn phòng đại diện thương mại cấp nhà nước được thiết lập ở hai nước.
- Điều 6 nói về các trường hợp khẩn cấp xảy ra trong thương mại.
- Điều 7 đưa ra các biện pháp nếu có tranh chấp thương mại.
- Điều 8 về thương mại giữa các doanh nhân nghiệp nước với nhau.
- Điều 9 đưa ra các định nghĩa chung về công ty và xí nghiệp.

### Các quyền sở hữu trí tuệ
- Điều 1, 2: các định nghĩa chung.
- Điều 3: đối xử cấp quốc gia.
- Điều 4: quyền tác giả, gồm cả cho tác phẩm viết, chương trình máy tính, sưu tập dữ liệu, băng ghi âm, ghi hình.
- Điều 5: tín hiệu truyền qua vệ tinh.
- Điều 6: nhãn hiệu hàng hóa.
- Điều 7: sáng chế.
- Điều 8: thiết kế bố trí mạch tích hợp.
- Điều 9: bí mật thương mại.
- Điều 10: kiểu dáng công nghiệp.
- Điều 11 đến 18: thực thi quyền sở hữu trí tuệ, các thủ tục, biện pháp v.v.

### Thương mại dịch vụ
- Điều 1: Phạm vi và Định nghĩa
- Điều 2: Đối xử Tối huệ quốc
- Điều 3: Hội nhập Kinh tế
- Điều 4: Pháp luật Quốc gia
- Điều 5: Độc quyền và nhà cung cấp dịch vụ độc quyền
- Điều 6: Tiếp cận thị trường
- Điều 7: Đối xử Quốc gia
- Điều 8: Các cam kết bổ sung
- Điều 9: Lộ trình cam kết cụ thể
- Điều 10: Khước từ Lợi ích
- Điều 11: Các định nghĩa

### Phát triển các quan hệ đầu tư
- Điều 1: Các định nghĩa
- Điều 2: Đối xử quốc gia và đối xử tối huệ quốc
- Điều 3: Tiêu chuẩn chung về đối xử
- Điều 4: Giải quyết tranh chấp
- Điều 5: Tính minh bạch
- Điều 6: Các thủ tục riêng
- Điều 7: Chuyển giao công nghệ
- Điều 8: Nhập cảnh, tạm trú và tuyển dụng người nước ngoài
- Điều 9: Bảo lưu các quyền
- Điều 10: Tước quyền sở hữu và bồi thường thiệt hại do chiến tranh
- Điều 11: Các biện pháp đầu tư liên quan đến thương mại
- Điều 12: Việc áp dụng đối với các doanh nghiệp nhà nước
- Điều 13: Đàm phán về Hiệp định đầu tư song phương trong tương lai
- Điều 14: Việc áp dụng đối với các khoản đầu tư theo Hiệp định này
- Điều 15: Từ chối các lợi ích